# Народно-демократическая партия «Бирдамлик»
Народно-демократическая партия «Бирдамли́к» (пер. как Единодушие) — незарегистрированная оппозиционная политическая партия, основанная 10 апреля 2004 года бывшим узбекистанским предпринимателем Баходиром Чориевым (известен как «Бахадыр Хан Туркестан»), который с 2004 года находится в вынужденной эмиграции в США, и занимается грузовыми перевозками по штатам. Фактически является запрещённой политической партией в Узбекистане.
В декабре 2013 года движение заявило, что в случае прихода к власти, планирует выделить миллиард долларов «на создание класса собственников», и опубликовала свою большую программу. Партия выступает за экономическую свободу и ненасильственную смену власти в Узбекистане.
В августе 2018 года брат Баходира Чориева — гражданин США, предприниматель Бобур Хасан прилетел из США в Ташкент, для инвестирования в Узбекистан 50 миллионов долларов. После прилёта в ташкентский аэропорт, Бобуру Хасану было сказано, что ему запрещён въезд в Узбекистан, и он был выдворен в соседний Казахстан. 
Партия провела несколько съездов за пределами Узбекистана, в основном в США. В июне 2015 года деятельность движения была приостановлена на два года руководством самого движения. Был прекращён выпуск газеты Turkiston tongi (Туркестанская заря), которая выходила в Казахстане, радио-телевидение Turon online, а также сайт mulkdor.com. Позднее движение возобновило свою работу.
Из-за невозможности провести съезд в самом Узбекистане, в ноябре 2018 года в Шымкенте (Казахстан), в 110 км к северу от Ташкента должен был состояться съезд движения «Бирдамлик». В Шымкент прибыл Баходир Чориев и ряд руководителей движения. В съезд были приглашены также гости из Узбекистана. В день съезда, отель где должен был состояться съезд, был оцеплен казахстанской полицией, а по дороге в Шыммкент были задержаны гости из Узбекистана и насильно возвращены назад. Самих лидеров движения власти Казахстана выдворили в соседний Кыргызстан через наземный КПП. На этом съезде народно-демократическое движение «Бирдамлик» должно было преобразоваться в народно-демократическую партию «Бирдамлик». На мероприятии планировалось выбрать нового лидера партии, составить ее программу и определить порядок работы партии. Отменённый съезд был проведён в режиме онлайн в Бишкеке — в столице Кыргызстана, и народно-демократическое движение «Бирдамлик» было преобразовано в народно-демократическую партию «Бирдамлик».